# Amelora milvaria
Amelora milvaria är en fjärilsart som beskrevs av Achille Guenée 1858. Amelora milvaria ingår i släktet Amelora och familjen mätare. Inga underarter finns listade i Catalogue of Life.